# Burgwall Jatzke
Bei dem Burgwall von Jatzke, einem Ortsteil der Stadt Friedland im Landkreis Mecklenburgische Seenplatte, handelt es sich um einen slawischen Burgwall aus dem 7. bis 9. Jahrhundert. 
Das Bodendenkmal liegt südöstlich des Ortes im heutigen Parkgebiet. Die Burganlage besteht aus einer ovalen Hauptburg, der nach Nordosten ein bogenförmiger Vorwall vorgelagert ist. Im Wall der Vor- und Hauptburg erkennt man noch jeweils eine Toranlage. Die Burg lag im Stammesgebiet der Wilzen und hat eine Ausdehnung von 1,5 Hektar. Die Slawenburg wurde an einer natürlich geschützten Stelle, umgeben von Wasser und Mooren angelegt. Archäologische Untersuchungen durch Volker Schmidt erbrachten den Hinweis, dass die Burg nicht sehr lange bestand und im 11. bis 12. Jahrhundert kurzzeitig wiederbesiedelt wurde. Außerhalb der Anlage lag eine Siedlung, die 1978 vom Jugendclub „Heinrich Schliemann“ untersucht wurde.  